# De Duo's
De Duo's was een cabaretduo dat bestond uit de cabaretiers Arjan Ederveen en Kees Prins. Zij kenden elkaar van de Akademie voor Kleinkunst in Amsterdam, eind jaren 70.

## Programma's
De voorstellingen van De Duo's begonnen rond 1981 en kwamen voort uit een driedelig televisieprogramma De Duo's doen alsof, met Robert Wiering als regisseur. Het bestond uit de afleveringen De Duo's Presenteren: Roem en Ellende, De Duo's Presenteren: Angst en Geloof en De Duo's Presenteren: Oorlog en Liefde. Andere programma's waren 
Grand Gala, Terug in de tijd en Imitatie. Ook volgde het programma Ter illustratie onder regie van Helmert Woudenberg.
In 1982 hadden De Duo's een rol in de film Een zwoele zomeravond.
In 1984 stopte de samenwerking tussen Ederveen en Prins, de laatste voorstellingen van De Duo's waren een feit. In latere jaren werkte het duo overigens weer samen in een tweetal speelfilms.